# 吉田善吾
吉田善吾（日语：吉田 善吾/よしだ ぜんご，1885年2月14日—1966年11月14日），日本海军大将，曾担任阿部信行、米內光政、近衛文麿时期的海军大臣。

## 生平
1885年，出生于佐贺县，被米商收养。
1904年，毕业于海军兵学校。
1913年，毕业于海軍大學校。
1915年，升中尉。
1923年，升上尉。
1924年，任平户舰舰长。
1927年，任金刚舰舰长。
1928年，任陆奥舰舰长。
1929年，升少将。
1931年，任联合舰队参谋长。
1934年，升中将。
1936年，海军第二舰队司令。
1937年，任联合舰队司令。
1939年，任海军大臣。
1940年，升大将。
1942年，任支那方面艦隊司令。
1945年，被列为甲级战犯。
1966年，去世。